# Johannes Conrad Schauer
Johannes Conrad Schauer   (Frankfurt del Main, 16 de febrer de 1813 - Eldena, 24 d'octubre de 1848) va ser un botànic interessat en Espermatòfits. Va néixer a Frankfurt del Main i va assistir al gymnasium de Magúncia de 1825 a 1837. Durant els tres anys següents va treballar en el Hofgarten de Würzburg. Schauer va guanyar un lloc com a ajudant al jardí botànic de Bonn, on va treballar fins a 1832, quan va ser posat a càrrec del jardí botànic de Breslau, (ara Wrocław a Polònia) amb C.G. Nees. Va obtenir el grau de Doctor de Filosofia a la Universitat d'Erlangen-Nuremberg el 1835 i va ser nomenat professor de botànica a la Universitat de Greifswald a partir de 1843 fins a la seva mort el 1848.
Tot i que mai va visitar Austràlia, molts botànics australians i col·leccionistes de plantes li van enviar mostres de plantes, especialment d'eucaliptus i altres membres de la família de les mirtàcies. Per exemple, quan Allan Cunningham va morir el 1839, Schauer va rebre molts espècimens botànics del marmessor de l'herència de Cunningham, Robert Heward, inclosa Eucalyptus clavigera (ara Corymbia clavigera (A.Cunn. & Schauer) K. D. Hill & L.A.S. Johnson). Moltes de les descripcions de Chaucer ser publicades a Repertorium Botanices Systematica de Wallpapers i Dissertatio phytographica de Regelia, Beaufortia et Calothamno : generibus plantarum Myrtacearum.
El gènere Schaueria (família Acanthaceae) va ser anomenat en el seu honor per Nees (1842). Calothamnus schaueri i Beaufortia schaueri també van ser anomenats en el seu honor.

## Publicacions seleccionades
- "Acanthaceae" (amb Christian Gottfried Daniel Nees von Esenbeck); part de la sèrie Flora Brasiliensis, volum IX, fascicle VII, X.
- "Monographia Myrtacearum xerocarpicarum. Sectio I., Chamaelauciearum : hucusque cognitarum genera et espècie illustrans", 1840.
- "Chamaelaucieae : commentatio botanica", 1841.
- "Genera myrtacearum nova vel denuo recognita", 1843.
- "Dissertatio phytographica de Regelia, Beaufortia et calothamno, generibus plantarum myrtacearum", 1845.* "Dissertatio phytographica de Regelia, Beaufortia et calothamno, generibus plantarum myrtacearum", 1845.[8]